# Atlantasellus
Atlantasellus är ett släkte av kräftdjur. Atlantasellus ingår i familjen Atlantasellidae.
Atlantasellus är enda släktet i familjen Atlantasellidae.
Kladogram enligt Catalogue of Life:
| Atlantasellus | \| \| Atlantasellus cavernicolus \| \| \| \| \| \| Atlantasellus dominicanus \| \| \| \| |
|               | \| \| Atlantasellus cavernicolus \| \| \| \| \| \| Atlantasellus dominicanus \| \| \| \| |
|               | Atlantasellus cavernicolus                                                               |
|               |                                                                                          |
|               | Atlantasellus dominicanus                                                                |
|               |                                                                                          |